# Kreuzigungsbildstock (Holzhausen, 1608)

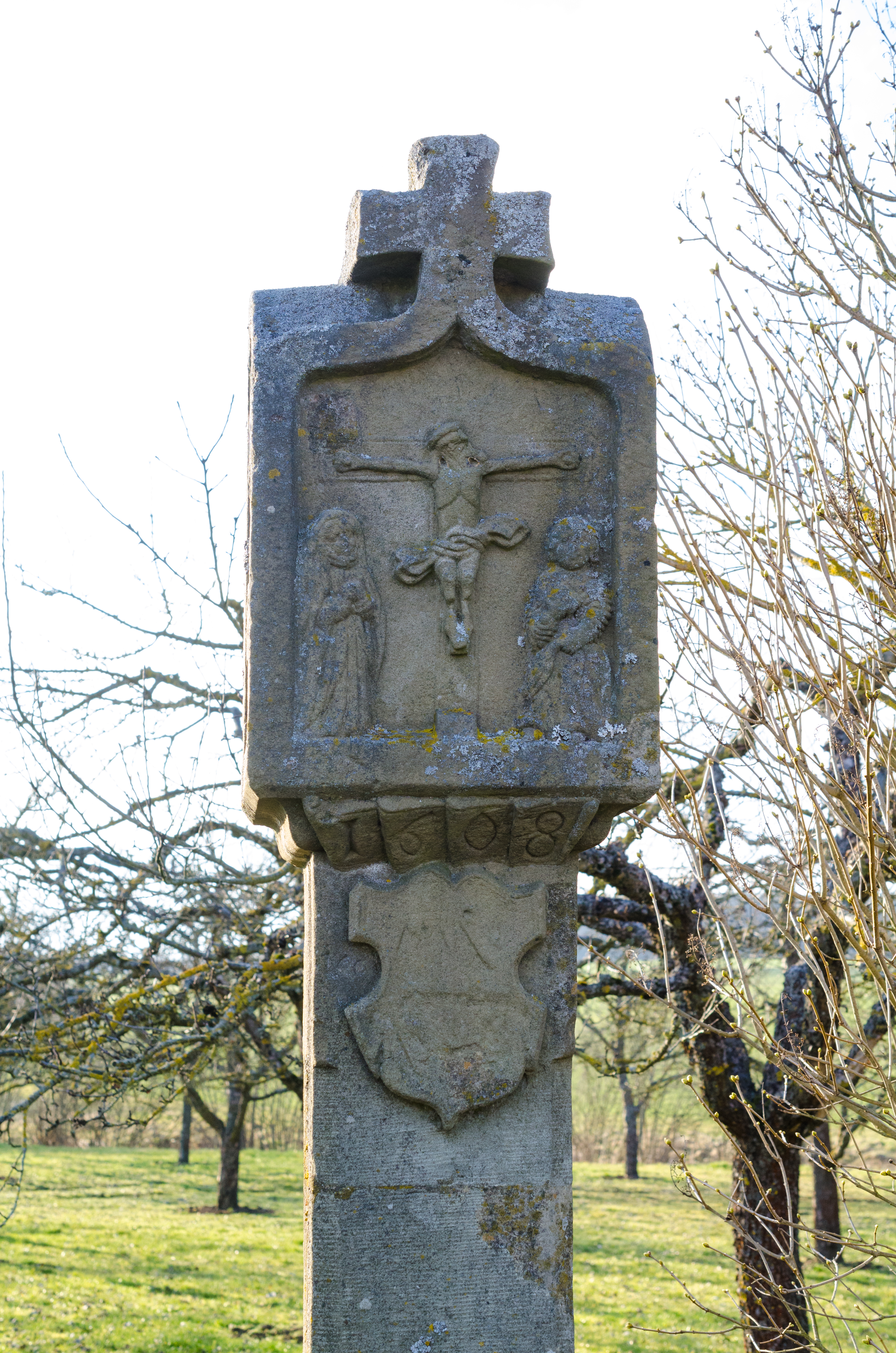
Der Bildstock in Holzhausen

Der Kreuzigungsbildstock von 1608 ist eine Marter im Dittelbrunner Ortsteil Holzhausen in Unterfranken. Er wurde im Zuge der Gegenreformation als sogenannter Monolithbildstock errichtet.

## Geschichte
Die sogenannten monolithischen Bildstöcke prägten in der Zeit der Gegenreformation die Region um Schweinfurt. Die Würzburger Fürstbischöfe förderten die Aufstellung dieser Glaubensdenkmäler überall im Bistum. Grund hierfür war unter anderem die Ausbreitung der lutherischen Lehre und die Abkehr der Freien Reichsstadt Schweinfurt vom alten Glauben. Der Bildstock ist vom Bayerischen Landesamt für Denkmalpflege als Baudenkmal eingeordnet.
Der Holzhausener Bildstock entstand unter der Herrschaft des Bischofs Julius Echter von Mespelbrunn im Jahr 1608. Der Bischof forcierte in besonderem Maße die Gegenreformation in seinem Bistum. Die Stifter der Marter sind unbekannt, weil sich keine Inschrift überliefert hat. In den 1980er Jahren wurde der Bildstock einer umfassenden Renovierung unterzogen. Der Stock befindet sich nahe der Straße nach Maibach und wurde wohl als Wegmarter errichtet.

## Beschreibung
Die monolithischen Bildstöcke weisen allesamt ein ähnliches Erscheinungsbild auf. Die rechteckigen, massiven Säulen gehen in einen blockhaften Kopfteil über. Alle wurden aus jeweils einem einzigen Stein geschaffen. Der Sockel besitzt eine quadratische Basis, die im oberen Bereich häufig stark abgeschrägt ist. Zumeist sind die Stöcke mit Wappendarstellungen verziert. In großer Mehrzahl überwiegen die Darstellungen von Kreuzigungsszenen im Aufsatz.
Der Holzhausener Bildstock weist eine Höhe von 2,46 m auf. Die Vorderseite des Stocks wurde mit einem Relief der Kreuzigung verziert. Unterhalb des Gekreuzigten und zweier Assistenzfiguren wurde das Wappen des Fürstbischofs Julius Echter von Mespelbrunn angebracht. Anders als bei vielen anderen Monolithstöcken ist die Rückseite leer. Links wurde der heilige Andreas angebracht, auf der rechten Seite wird ein Bischof, vermutlich der heilige Kilian, gezeigt.